# أندري جريجوراش
أندري جريجوراش (بالرومانية: Andrei Grigoraș)‏ هو لاعب كرة الصالات ‏ ولاعب كرة قدم روماني، ولد في 15 مايو 1989 في رومانيا.

## وصلات خارجية
- أندري جريجوراش على موقع الاتحاد الأوربي (الإنجليزية)